# Hotel Oekraïne

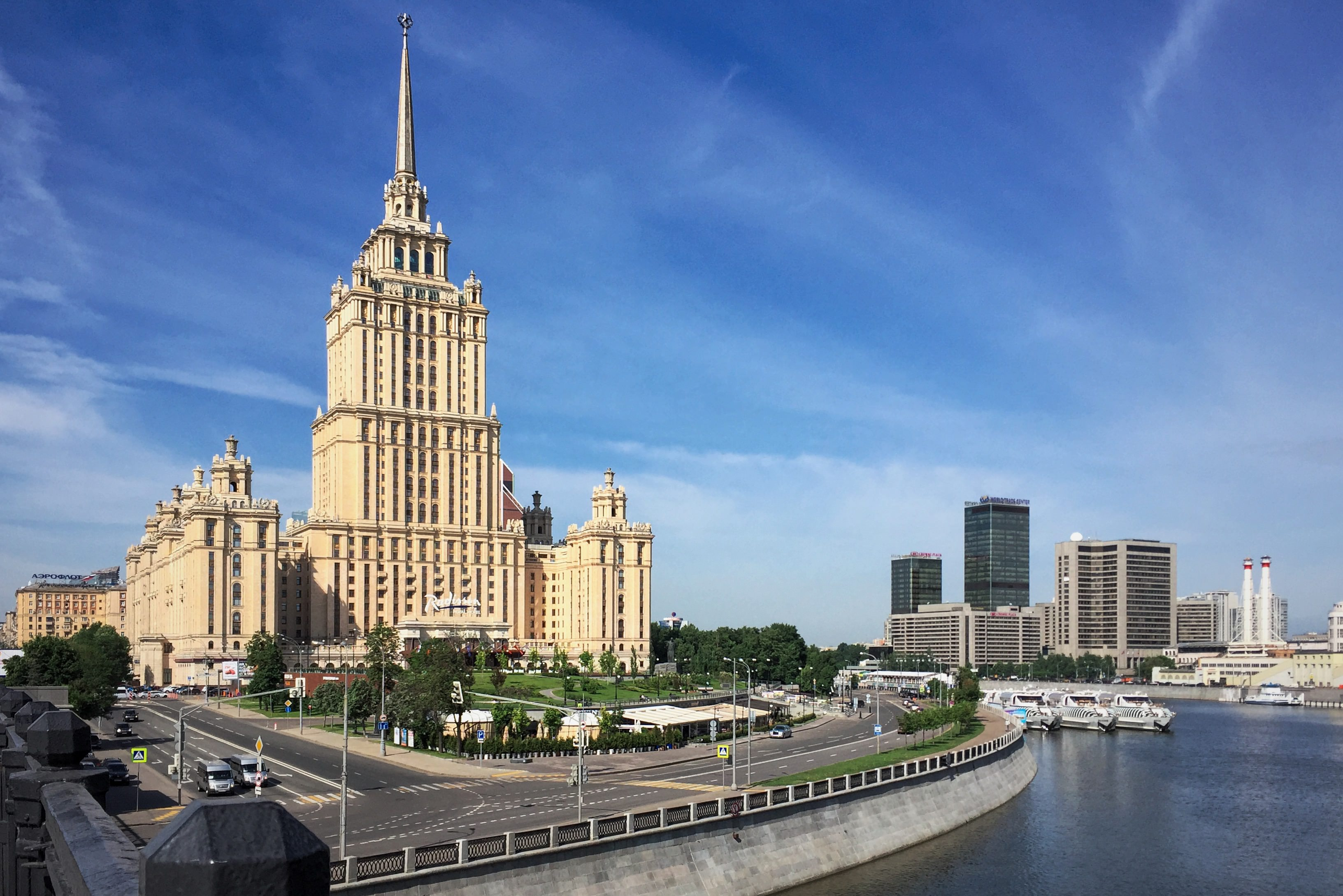
Radisson Hotel Oekraïne.

Hotel Oekraïne (Russisch: Гостиница «Украина», Gostinitsa "Oekraina") is een hotel in het centrum van de Russische hoofdstad Moskou, vlak bij de rivier de Moskva. De wolkenkrabber van 198 meter hoog behoort tot de Zeven Zusters en is het hoogste hotel van Europa. Het gebouw telt 34 verdiepingen en werd gebouwd van 1953 tot 1957 naar een ontwerp van Arkadi Mordvinov en Vjatsjeslav Oltarzjevski. Sinds 2009 behoort het hotel tot de Rezidor Hotel Group en wordt het ook wel Radisson Royal Hotel genoemd.